# المجلس الأعلى للقوات المسلحة (مصر)
المجلس الأعلى للقوات المسلحة المصرية (ويُعرف اختصارًا باسم المجلس العسكري) هو المجلس الأعلى المنوط بشؤون القوات المسلحة المصرية. يتكون المجلس من قادة القوات المسلحة المصرية يترأسهم القائد العام للقوات المسلحة وزير الدفاع الفريق أول / عبد المجيد صقر، ونائب رئيس المجلس هو رئيس أركان حرب القوات المسلحة الفريق / أحمد فتحي خليفة.

## القوانين المنظمة
- قانون رقم 4 لسنة 1968.[4]:م10
- قانون رقم 20 لسنة 2014 بشأن إنشاء المجلس الأعلى للقوات المسلحة.[5]:م1
- قانون رقم 167 لسنة 2020 بشأن تعديل بعض أحكام القانون رقم 20 لسنة 2014.[6]:م3

## التشكيل الحالي للمجلس
1. القائد العام للقوات المسلحة وزير الدفاع والإنتاج الحربي رئيس المجلس الأعلى للقوات المسلحة:
فريق أول / عبد المجيد صقر.
2. رئيس أركان حرب القوات المسلحة نائب رئيس المجلس الأعلى للقوات المسلحة:
فريق / أحمد فتحي خليفة.
3. مساعد وزير الدفاع للشئون الدستورية والقضاء العسكري: 
لواء / ممدوح شاهين.
4. قائد القوات البحرية:
لواء بحري أركان حرب / محمود عادل فوزي.
5. قائد القوات الجوية:
لواء طيار / عمرو عبد الرحمن صقر.
6. قائد قوات الدفاع الجوي:
فريق / ياسر كمال الطودي.
7. قائد الجيش الثاني الميداني:
لواء أركان حرب / محمد يوسف عساف.
8. قائد الجيش الثالث الميداني:
لواء أركان حرب / أحمد مهدي.
9. قائد المنطقة المركزية العسكرية:
لواء أركان حرب / عبد المعطي عبد العزيز علام.
10. قائد المنطقة الشمالية العسكرية:
لواء أركان حرب / ياسر الخطيب.
11. قائد المنطقة الجنوبية العسكرية:
لواء أركان حرب / أسامة سمير.
12. قائد المنطقة الغربية العسكرية:
لواء أركان حرب / حاتم زهران.
13. قائد قوات حرس الحدود:
لواء أركان حرب / أسامة داوود.
14. قائد قوات شرق القناة:
لواء أركان حرب / هشام شندي.
15. رئيس هيئة الشئون المالية للقوات المسلحة:
لواء / خالد عبد الله.
16. رئيس هيئة التنظيم والإدارة للقوات المسلحة:
لواء أركان حرب / محمد صبحي مهنا.
17. رئيس هيئة عمليات القوات المسلحة:
لواء أركان حرب / محمد ربيع.
18. رئيس هيئة تسليح القوات المسلحة:
لواء أركان حرب / محمد عدلي.
19. رئيس هيئة تدريب القوات المسلحة:
لواء أركان حرب / شريف العرايشي.
20. رئيس هيئة القضاء العسكري:
لواء أركان حرب / حاتم الجزار.
21. رئيس هيئة الاستخبارات العسكرية:
لواء أركان حرب / شريف فكري.
22. رئيس هيئة الإمداد والتموين للقوات المسلحة:
لواء أركان حرب / محمد كمال.
23. رئيس الهيئة الهندسية للقوات المسلحة:
لواء أركان حرب / وليد عارف.
24. مدير إدارة الشؤون المعنوية:
لواء أركان حرب / محمد رجب.
25. مدير إدارة شؤون الضباط:
لواء أركان حرب / أحمد رضا فرغلي.

- أمين عام وزارة الدفاع، أمين سر المجلس الأعلى للقوات المسلحة (أمين السر ليس له صوت معدود):
لواء أركان حرب / نبيل حسب الله.

## اختصاصات المجلس
طبقا للقانون رقم 20 لسنة 2014 في شأن إنشاء المجلس الأعلى للقوات المسلحة، يختص المجلس بدراسة كافة المسائل المتعلقة بالقوات المسلحة وإعدادها للحرب كما يقوم بدراسة وإعداد التوصيات الخاصة بشئون الدفاع عن الدولة وله على الأخص ما يأتي:
- تحديد الأهداف والمهام الإستراتيجية بما يحقق الأهداف السياسية وأهداف السياسة العسكرية التي تحددها القيادة السياسية للدولة.
- تحديد حجم وشكل القوات المسلحة وتركيبها التنظيمي والتطور المستقبلي.
- الإستعداد القتالي للقوات المسلحة.
- إعداد سياسة استكمال القوات المسلحة وأسس التعبئة لها.
- وضع سياسة إيواء القوات المسلحة ودراسة حالة الانضباط العسكري والروح المعنوية.
- إقرار سياسة تدريب القوات المسلحة وإجراء المناورات والتدريبات المشتركة.
- إقرار سياسة تجهيز مسارح العمليات الحربية.
- إعداد مشروعات القوانين والقواعد المنظمة لخدمة الأفراد بالقوات المسلحة والاقتراحات الخاصة بنظام التجنيد.
- إقرار سياسة المحافظة على أمن وسلامة القوات المسلحة.
- استعراض تقارير قادة الأفرع الرئيسية ورؤساء الهيئات وقادة الجيوش الميدانية والمناطق العسكرية ومديري الإدارات للوقوف على حالة الإستعداد القتالي للقوات المسلحة.
- دراسة إعلان حالة الحرب أو إرسال قوات عسكرية إلى خارج الدولة.
- إعداد تقدير الموقف السياسي العسكري.
- إصدار وثيقة التهديدات والتحديات العسكرية للدولة.
- إعداد وثيقة السياسة العسكرية.
- إعداد الدولة للحرب أو الدفاع بالتعاون مع مجلس الدفاع الوطني ومجلس الأمن القومي.
- التعاون والتنسيق مع مجلس الأمن القومي بشأن تحديد العدائيات الداخلية ارتباطا بدور القوات المسلحة في هذا الشأن.
- الموافقة على تعيين وزير الدفاع ويسري ذلك لدورتين رئاسيتين كاملتين اعتبارا من تاريخ العمل بدستور 2014.
- إبداء الرأي في إعلان الحرب أو إرسال القوات المسلحة في مهمة قتالية إلى خارج حدود الدولة إذا كان مجلس النواب غير قائم.
- أي موضوعات أخرى يرى وزير الدفاع عرضها على المجلس.

وتصدر قرارات المجلس في صورة قرار أو توجيه من وزير الدفاع، وتوقع محاضر وقرارات المجلس من رئيسه وأمين سر المجلس وترسل للجهات المختص للتنفيذ.

## قرارات المجلس

### قبل تخلي مبارك عن الحكم
أصدر المجلس الأعلى للقوات المسلحة يوم الخميس 10 فبراير 2011 «البيان رقم واحد» قائلا فيه إنه اجتمع في إطار الالتزام بحماية البلاد والحفاظ على مكتسبات الوطن وتأييداً لمطالب الشعب المشروعة وقرر الإستمرار في الانعقاد بشكل متواصل لبحث ما يمكن اتخاذه من تدابير وإجراءات لحماية البلاد. غاب الرئيس المصري حسني مبارك، الذي لم يكن قد تخلى عن الحكم بعد، عن حضور الاجتماع بصفته القائد الأعلى للقوات المسلحة وترأس الاجتماع وزير الدفاع المصري المشير محمد حسين طنطاوي وهو الأمر الذي أثار تساؤلات حول مستقبل مبارك في الحكم.
انتشر الغضب بين المحتجين المصريين بعد إلقاء مبارك في 10 فبراير خطابه الثالث منذ بدء الاحتجاجات الشعبية رافضا فيه التنحي ومكتفيا بتفويض نائبه عمر سليمان ببعض اختصاصاته ضمن وعود بإجراء مجموعة من الإصلاحات السياسية. من جانبه، تعهد المجلس العسكري بضمان تنفيذ وعود مبارك والالتزام برعاية مطالب الشعب والسعي لتحقيقها في بيانه الثاني الذي أصدره الجمعة 11 فبراير 2011.

### المجلس يتولى الحكم
في الظروف الطبيعية فإن رئيس الدولة هو الذي يرأس هذا المجلس بوصفه القائد الأعلى لقوات المسلحة. وفي الفترة من مساء الجمعة 11 فبراير 2011 إلى يوم الإثنين 25 من رمضان 1433 هـ 13 أغسطس 2012 كان المجلس هو الذي يتولى إدارة شؤون مصر عقب تنحي محمد حسني مبارك عن الحكم إثر اندلاع ثورة 25 يناير. أصدر المجلس في 13 فبراير 2011 إعلاناً دستورياً أعلن فيه توليه حكم البلاد لمدة ستة أشهر أو لحين إجراء انتخابات مجلسي الشعب والشورى ورئيس الجمهورية، كما أعلن حلّ مجلسي الشعب والشورى وتعطيل العمل بأحكام الدستور في حين شكل لجنة تعمل على تعديل بعض مواد الدستور.
أعلن المجلس الأعلى في بيانه الثالث الذي أصدره مساء يوم الجمعة 11 فبراير 2011 وبعد وقت قصير من إعلان تخلي الرئيس مبارك عن منصبه، إنه (أي المجلس) ليس بديلا عن الشرعية التي يرتضيها الشعب. توجه المجلس «بكل التحية والإعزاز لأرواح الشهداء الذين ضحوا بأرواحهم فداء لحرية وأمن بلدهم» وأدي الناطق باسم المجلس اللواء محسن الفنجري التحية العسكرية للشهداء. كما قدم المجلس التحية للسيد الرئيس محمد حسني مبارك «على ما قدمه في مسيرة العمل الوطني، حربا وسلما وعلى موقفه الوطني في تفضيل المصلحة العليا للوطن» في البيان ذاته.
أصدر المجلس في اليوم التالي، أي 12 فبراير، بيانه الرابع والذي تعهد فيه بالإشراف على مرحلة انتقالية تضمن انتقال السلطة إلى حكومة مدنية منتخبة من قبل الشعب.
بعد قيام مظاهرات 30 يونيو 2013، أعلن وزير الدفاع الفريق أول عبد الفتاح السيسي عزل الرئيس محمد مرسي في 3 يوليو 2013، وأعلن عن إجراءات بموجب بيان 3 يوليو 2013، صرح بعدها اللواء سامح سيف اليزل مدير مركز الجمهورية للدراسات السياسية والأمنية والمقرب من الجيش، بأن القوات المسلحة مولت عددًا من الأحزاب السياسية لمواجهة جماعة الإخوان في انتخابات برلمان 2012 ولمنع وصول الإخوان للسلطة.

#### إجراءات سياسية
تعهد المجلس الأعلى للقوات المسلحة في بيانه الرابع الصادر في 12 فبراير 2011 باحترام كافة الاتفاقيات الدولية الموقعة من قبل الحكومات السابقة. كما قرر المجلس في البيان ذاته الإبقاء على حكومة أحمد شفيق، وهي الحكومة التي تشكلت أثناء حكم مبارك قبيل تخليه عن منصبه، في مكانها مؤقتاً لتصريف الأعمال حتى يتم تشكيل حكومة جديدة. ثم كلف المجلس الأعلى عصام شرف في 3 مارس 2011 بتشكيل حكومة جديدة خلفاً للفريق أحمد شفيق الذي استقال من رئاسة الوزراء في اليوم ذاته وتعد هذه الخطوة استجابة من المجلس لأحد أبرز مطالب ائتلاف ثورة 25 يناير.

#### تعديلات دستورية
أصدر المجلس يوم الأحد 13 فبراير 2011 إعلاناً دستورياً تضمن الإعلان عن حكم البلاد بصفة مؤقتة لمدة ستة أشهر أو لحين إجراء انتخابات برلمانية ورئاسية بعد إجراء تعديلات دستورية، كما أعلن حلّ مجلسي الشورى والشعب وتعليق العمل بالدستور. ثم أصدر المجلس القرار رقم 1 لسنة 2011 الداعي بتشكيل لجنة يوكل لها مهمة تعديل الدستور ويرأسها القاضي السابق وخبير القانون والدستور المصري طارق البشري على أن تنتهي من مهامها في غضون عشرة أيام. تختص اللجنة بدراسة إلغاء المادة 179 من الدستور وتعديل المواد 88 و 77 و 76 و 189 و 93 وكافة ما يتصل بها من مواد لضمان ديمقراطية ونزاهة انتخابات رئيس الجمهورية ومجلسي الشعب والشورى.
بجانب رئيسها البشري، تتألف اللجنة من 7 أعضاء أخرين كل منهم خبير في الشئون القانونية والدستورية.
وافق 77.2 بالمائة من أكثر من 18.5 مليون ناخب شاركوا في استفتاء شعبي أقيم في 19 مارس 2011 على التعديلات الدستورية التي صاغتها اللجنة برئاسة طارق البشري. وتهدف تعديلات الدستور إلى فتح الطريق لانتخابات تشريعية تليها انتخابات رئاسية بما يسمح للجيش بتسليم السلطة لحكومة مدنية منتخبة ويتم فيها صياغة دستور جديد للبلاد. ومن بين التعديلات أن تكون مدة الرئاسة أربع سنوات لا تتكرر إلا مرة واحدة.
أعقب الإستفتاء إعلان دستوري أصدره المجلس في 30 مارس لتنظيم السلطات في المرحلة الانتقالية إلى حين انتخاب برلمان ورئيس جديدين. وقد أدرجت مواد الدستور التي وافق الشعب المصري في الإستفتاء على تعديلها، أدرجت ضمن الإعلان الدستوري لأن العمل بأحكام الدستور نفسه كان معطلاً.

#### إصلاحات اقتصادية
أصدر المجلس مرسوما بقانون رقم 2 لسنة 2011 ينص على منح جميع العاملين بالدولة علاوة خاصة شهرية اعتباراً من أول إبريل 2011 بنسبة 15% من الأجر الأساسي بدون حد أدنى أو أقصى، كما صدر القانون رقم 3 ينص على زيادة المعاشات المدنية والعسكرية بنفس النسبة.

#### ملاحقة مسؤولين سابقين
استمر الضغط الشعبي لمحاكمة رموز النظام السابق وعلى رأسهم الرئيس السابق مبارك، إلى أن أعلن في 11 أبريل 2011 عن بدء النيابة العامة التحقيق مع حسني مبارك ونجليه علاء وجمال بتهم تتعلق بالإضرار بالمال العام وقتل المتظاهرين. وفي 2 يونيو 2011 تم الإعلان عن بدء أولى جلسات المحاكمة في 3 أغسطس 2011. وتم تحويل العديد من المسؤولين السابقين للمحاكمة بتهم استغلال نفوذ سياسي والتربح ونهب وسرقات وكذلك قضايا قتل المتظاهرين في أحداث ثورة 25 يناير ومن أهم وأشهر القضايا هي قضية تحويل الرئيس السابق محمد حسني مبارك ونجليه ووزير داخليته حبيب العادلي للمحاكمة وحكم على مبارك ووزير داخليته بالسجن المؤبد.

#### قرارات أخرى
أفرجت السلطات المصرية عن 240 سجينا سياسيا في 18 فبراير 2011.
إلقاء القبض على 22 ضابطاً من القوات المسلحة المصرية، شاركوا في تظاهرات جمعة 8 أبريل وعرفوا باسم ضباط 8 أبريل.

#### أحداث 30 يونيو
في 30 يونيو 2013 قامت مظاهرات معارضة لحكم الرئيس محمد مرسي، وفي 3 يوليو قام الجيش المصري  بقيادة عبد الفتاح السيسي بعزل الرئيس المصري محمد مرسي وعطّل العمل بالدستور وقطع بث عدة وسائل إعلامية تابعة وداعمة لجماعة الإخوان المسلمين والرئيس محمد مرسي. وكلّف رئيس المحكمة الدستورية عدلي منصور برئاسة البلاد وتم احتجاز محمد مرسي بمكان غير معلوم، وصدرت أوامر باعتقال 300 عضوا من الإخوان المسلمين. وجاء تحرك الجيش بعد سلسلة من المظاهرات للمعارضة المصرية طالبت بتنحي الرئيس محمد مرسي، وهو ما عدَّه البعض تلبية لتلك المظاهرات في حين يعدَُه البعض الآخر انقلابًا على شرعية الرئيس المعزول.

### انتقادات

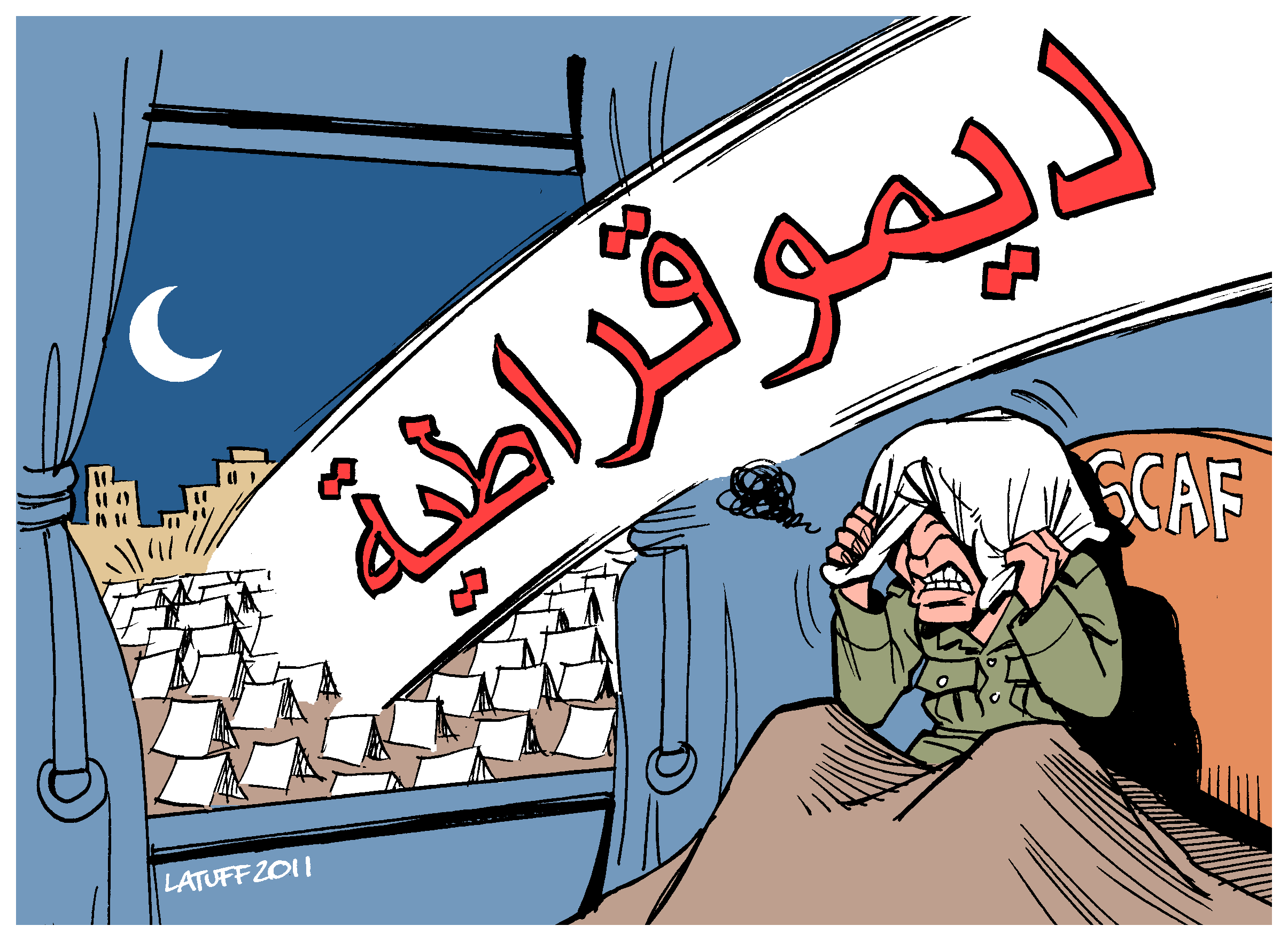
كاريكاتير ساخر لكارلوس لطوف عن المظاهرات المطالبة بالديمقراطية في عهد المجلس سنة 2011م.